# Серебряково (Тісульський округ)
Серебряко́во (рос. Серебряково) — село у складі Тісульського округу Кемеровської області, Росія.

## Населення
Населення — 640 осіб (2010; 739 у 2002).
Національний склад (станом на 2002 рік):
- татари — 87 %